# Danse noire
 (janvier 2024).
Si vous disposez d'ouvrages ou d'articles de référence ou si vous connaissez des sites web de qualité traitant du thème abordé ici, merci de compléter l'article en donnant les références utiles à sa vérifiabilité et en les liant à la section « Notes et références ».
Danse noire est un roman écrit en français par Nancy Huston, romancière et essayiste franco-canadienne, publié le 21 août 2013 aux éditions Actes Sud.

## Résumé
Le récit se compose de dix parties, dont chaque nom est un terme de la capoeira : ladainha, ginga, moleque, malicia, terreiro, floreio, malandro, saudade, negaça, bicho falso.
Chaque partie est la suite de trois chapitres, le premier évoque Milo (Milo Noirlac Astuto, années 1952-2010), le second Neil (Neil Kerrigan, années 1910-1939, et au-delà), le troisième Awinita (Awinita Johnson, années 1951-1952).
Neil est étudiant en droit, avocat, rebelle, lecteur, poète, écrivain, connaissant William Butler Yeats et James Joyce. Ses Dubliners sont les révolutionnaires irlandais de l'Insurrection de Pâques 1916 et du premier Sinn Féin (1905-1970), avec John MacBride, les féministes autour de Maud Gonne. Il est amené à quitter l'Irlande pour tenter sa chance au Québec où il rencontre Marie-Jeanne Chabot, serveuse, qu'il épouse, et qui met au monde treize enfants, dont Declan Noirlac et Marie-Jeanne Noirlac.
Il finit sa vie dans la maison de son gendre Régis.
Declan Noirlac rencontre en 1951 et épouse Awinita Johnson, jeune prostituée indienne cri, qui finit par disparaître en 1952 à la naissance de son premier enfant, Milo, dont doit s'occuper Declan. En fait, une agence se charge de placer l'enfant dans diverses familles d'accueil. Milo est enfin remis en famille dans la maison du couple de Marie-Jeanne et Régis et de leurs deux enfants brutaux, François-Joseph et Jean-Joseph. Il y apprécie son chien Oscar, son grand-père Neil, les lectures, les études... 
Les histoires parallèles se croisent et se rejoignent. Le récit est pris en charge par Paul Schwartz, le compagnon de Milo Noirlac, tous deux scénaristes pour le cinéma. À deux, ils écrivent un scénario de film qui retracerait la vie de Milo, pour le meilleur et pour le pire : conception, naissance, placements multiples, avec mauvais traitements (placards, coups, malnutrition, exploitation), et la quasi-adoption d'Eugénio, enfant abandonné afro-brésilien. Ils imaginent pour ce film en figurant principal Lambert Wilson, et en fond musical Arvo Pärt ainsi que de la musique des années 1970. En fait, ils résident dans un hôpital public du centre-ville de Montréal, en traitement contre le sida.

## Analyse
Dans cette famille décomposée, sur trois générations, une partie des dialogues se fait en anglais, ou en irlandais, sous-titrés, en français, et en joual dans une rivalité entre ces langues.

## Éditions
- Actes Sud, 2013  (ISBN 978-2-330-02265-5).